# Albertdok

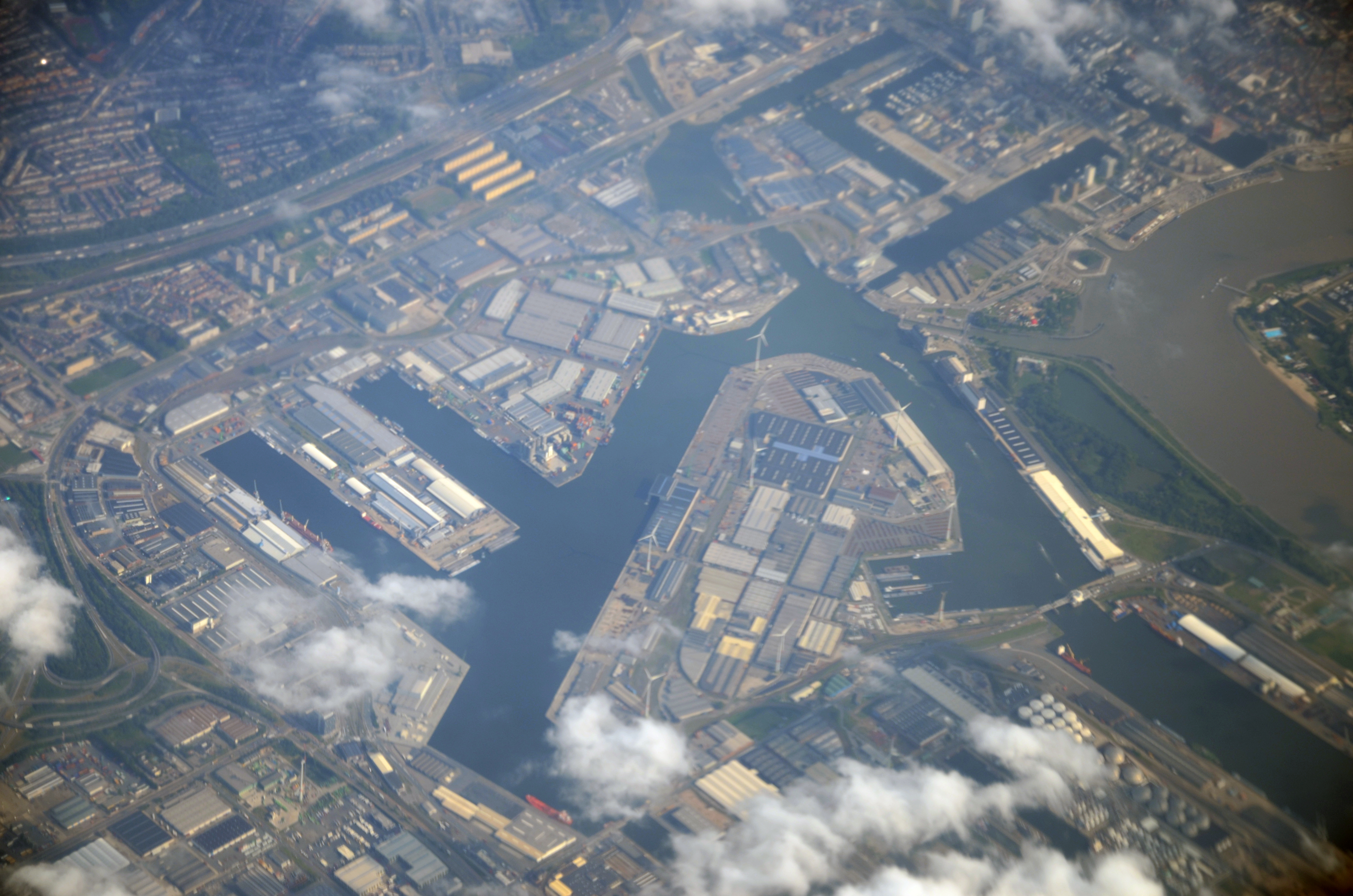
Het Albertdok vanuit de lucht.

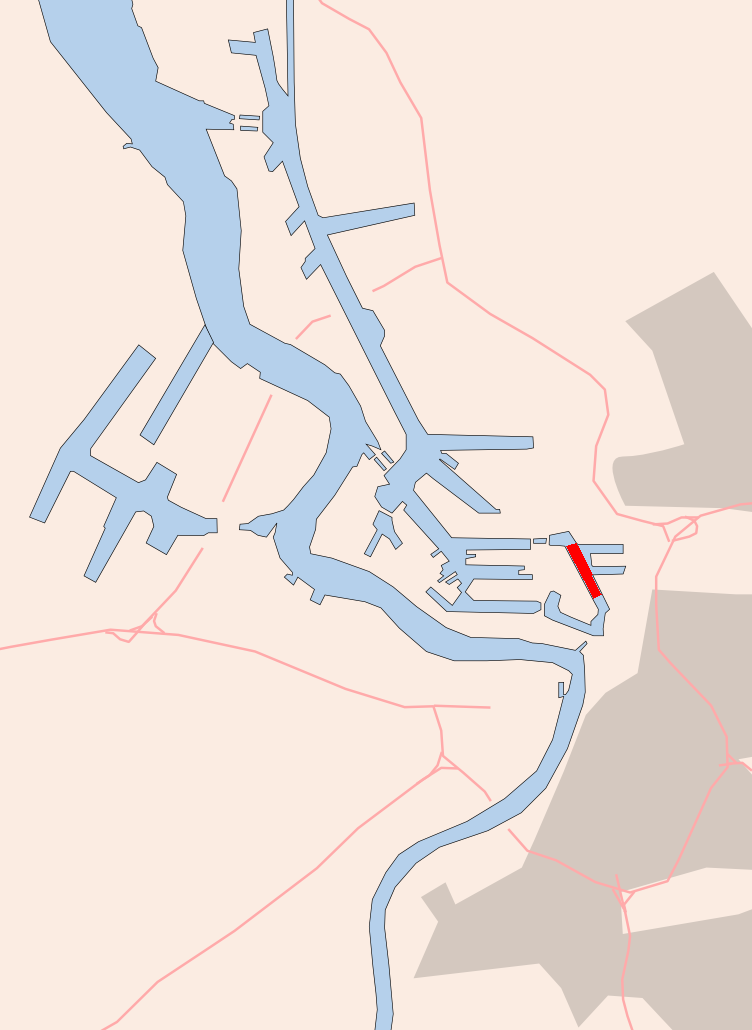
Locatie

Het Albertdok is een dok in noordelijk Antwerpen, dat in verschillende fasen gegraven werd, vanaf 1907 en van 1914 tot 1928. Het werd opgedragen aan koning Albert I van België en is officieel zo genoemd vanaf 31 mei 1932. Dit oude en lange dok is noordwest-zuidoost georiënteerd en heeft een as van 2300 meter, bij een breedte van 250 meter breed en een diepte van 5,25 meter. Het Tweede Havendok en Derde Havendok, die hierin uitkomen, zijn iets dieper.
Ten zuiden van het Albertdok ligt het drukke Kanaaldok-kruispunt van het Amerikadok, het Albertdok, de doorgang van de Siberiabrug (Kattendijkdok en Suezdok) en de doorgang van het Straatsburgdok.
In 1907 werd de Royerssluis gebouwd, toen de enige zeesluis van de Antwerpse haven. De andere sluizen, zoals de Bonapartesluis aan het Loodswezen, de Kattendijksluis en het Sasdok op het Zuid, konden alleen binnenvaart en kleinere stoomzeeschepen innemen. Rond die periode was het Siberiadok (oostkant Amerikadok) al in 1887 gegraven. Nog rond die periode begon men noordelijk het Eerste Havendok te graven in 1907, dan het Graandok, Schuildok voor Lichters rond 1912 en daarna begon men naarstig dokken bij te bouwen. Het Tweede en Derde Havendok werden tot vlak voor de Eerste Wereldoorlog aangelegd, evenals het Albertdok tot aan de hoek van het Derde Havendok. Ze waren net klaar toen in augustus 1914 de Eerste Wereldoorlog uitbrak.
Na de eerste Wereldoorlog begon men het Albertdok noordelijker uit te graven tot in 1928. Toen kwamen daar de eerste fruitschepen aan. Midden in het dok lagen enkele platformboeien die voorzien waren met een grote ring. Hier werden soms zeeschepen aan de ketting (de "boei") gelegd als documenten, betalingen of uitrusting tekortschoten. Deze schepen mochten niet vertrekken of aan een kade blijven liggen.
Vanaf nummer 100 (pare kant) en overzijde nummer 103 (onpare kant) begint het Albertdok, dat eindigt aan de noordelijk gelegen Oosterweelbrug. Aan nummers 118 tot 120 was de ingang van het nu gedempte Eerste Havendok. Vanaf nummer 120, 122 tot op nummer 124 (hoek geul nummer 126, Graandok, Schuildok voor Lichters), zijn de opslagplaatsen van kaolien (Chinaklei) voor porselein, tegels en wastafels. Op nummer 126 en overzijde geul op nummer 128 zijn de burelen van het baggerbedrijf, een onderdeel van Havenbedrijf Antwerpen.
Voorbij hoek nummer 130 is de ingang van het Tweede Havendok, met aan de Albertdokzijde gelegen nummering 154 en 156 van de Potass d'Alsace-concessie. Nog verder ligt de ingang van het Derde Havendok.
Voorbij dit dok beginnen vanaf nummer 188 tot 196, aan de Oosterweelbrug, de fruitkaaien. Op 188 tot 194 zijn de Belgian New Fruit Wharf-vestigingen gelegen. Aan nummer 196, 198A en B, ligt het A.B.A.S. concern. Deze fruitvestigingen hebben nog ondervestigingen van Chiquita (bananen) en Delmonte (diverse fruit, waaronder ananassen en citrusvruchten zoals sinaasappelen). Deze hedendaagse fruit-koelschepen worden Zuid-Amerikaanse cargo's of fruitjagers genoemd, die snel de oceaan oversteken en op het opkomende getij naar Antwerpen stevenen.
Voorbij de Oosterweelbrug ligt de Verbindingsgeul tot aan de Wilmarsdonkbrug. De Verbindingsgeul is 350 meter lang bij 100 meter breedte en is dieper dan het Albertdok, namelijk 7,75 meter. Ze is eveneens in 1928 gegraven.
Deze twee, op 300 meter afstand van elkaar liggende wipbruggen, hebben een doorgangsgeul van 35 meter. Op beide bruggen loopt er buiten een rijweg, sporen voor goederentreinen.
Op nummer 200 tot 204 aan de noordkant zijn de Ford Motors Cy. en Case New Holland gevestigd. Aan de zuidkant van de Verbindingsgeul met de nummers 201 tot 203 zijn hangaars tot nummer 205, waar vroeger de burelen van de dokmeesters en werkleider-dokmeester gevestigd waren. Nu is Brabo, meer- en fenderingassistentie, er gevestigd. Deze dienst verzorgt het vastmaken van zeeschepen in de haven, met behulp van kleine rode motorboten en lichte spilvrachtwagens, om de trossen op de kade te brengen. De Brabo-mannen maken de zeeschepen vast in de dokken. De zeeschepen worden meestal aan de kaden vastgemaakt met 7 tot 8 meertrossen. Ook tijdens het aanmeren fenderen ze de schepen langs de kade met houten fenders.
Aan de zuidwestelijke kant van het Albertdok lopen de onpare nummeringen van 103 zuidkant tot nº 133, tot tegen de Oosterweelbrug-zuidkant, aan de noordkant van het lange dok. Aan nº 113 en 115 is het MACK Trucks concessie gelegen. Aan nummer 117 zijn de Wijnsilo's van Eurovino gelegen. Kaai 125 tot en met kaai 133 bevatten de concessie van Antwerp Steinweg Terminal - op kaai 119 bevindt zich Katoennatie. Deze grote firma heeft alom in de Antwerpse haven concessievestigingen.
Op nº 125 en 127 zijn tevens de Bombay - Magazijnen gelegen, vervat in de terminal van Antwerp Steinweg Terminal. Achter de hangaars van nº 123 en 125 is het Antwerp Mariners Sports-centre for Seaman gelegen. Iets zuidelijk tussen en achter de loodsen van nº 121 en 119 ligt het Antwerp Mariners Sports Ground. De eveneens onpare nummeringen van 129 tot 135, aan de zuidkant Oosterweelbrug, bevat deze kade vernieuwde koelloodsen.
Op de Antwerpse rechteroever van de Schelde:
Albertdok · Amerikadok · Asiadok · Bevrijdingsdok · Bonapartedok · Churchilldok · Derde Havendok · Eerste Havendok · Graandok · Hansadok · Houtdok · Industriedok · Kanaaldok · 
Kattendijkdok · Kempisch dok · Kooldok · Leopolddok · Lobroekdok · Margueriedok · Marshalldok · Noordschippersdok · Petroleumdok · Sasdok · Schippersdok · Schuildok voor Lichters · Siberiadok · Steendok · Straatsburgdok · Suezdok · Tweede Havendok · Verbindingsdok · Vierde Havendok · Vijfde Havendok · Willemdok · Zesde Havendok · Zuiderdokken
Op de Oost-Vlaamse linkeroever van de Schelde:
Deurganckdok · Doeldok · Noordelijk Insteekdok · Saeftinghedok · Verrebroekdok · Vrasenedok · Waaslandkanaal · Zuidelijk Insteekdok